# Sylvicanthon candezei
Sylvicanthon candezei là một loài bọ cánh cứng trong họ Bọ hung (Scarabaeidae).